# 明大诰
明大诰，是明朝初期明太祖亲自制定的一部刑法。此書問世後，在明朝政府推行之下幾乎人民皆知，成為暢銷書。

## 简述
明朝初年，明太祖认为元朝失败的原因是朝廷无权威，皇室衰落，导致下层官吏无所顾忌，引发动乱，因此主张以猛治国，刑用重典，類似秦始皇的法家思想，主張對違法人民使用嚴厲懲罰，訂定嚴格的法律。在这种情况下，于洪武十八年（1385年）八月，十九年三月、十一月，二十年十二月，连续编制、颁布了《御制大诰》、《御制大诰续编》、《御制大诰三编》、《御制大诰武臣》，共236条，其中150个条目是惩治贪官污吏。
明大诰得名于尚书中的大诰篇，主要包括三方面的内容：
1. 摘录洪武年间的刑事案例；
2. 结合陈述案例或另列专条颁布了不同于《大明律》的重刑法令，用以严惩吏民；
3. 皇帝对吏民的训导。

明大诰的法律地位高于《大明律》，量刑也远重于《大明律》，其中恢复了肉刑，甚至包括许多法外酷刑，例如规定了贪污六十两银子以上者“枭首示众，仍剥皮实草”之刑，并将之挂于官府公座两旁。明太祖以国家力量强行推行明大诰，印制了数千万册，要求全国臣民户有一册。在整个明朝一代中，如果家中收藏有明大诰，那么在若犯笞杖、徙流罪名时可以减轻一等处罚。洪武二十四年下令：“今后科举岁贡生员，俱以大诰出题试之”。这样，明大诰就成为了中国法制史上空前普及的一部法律。
洪武三十年（1397年），明太祖废除了一些法外酷刑，并将大诰中的大部分内容并入了《大明律》，是為《大明律诰》，“刊布中外，令天下知所遵守”，实际上取消了大诰的法律效力。晚年的朱元璋表示惩贪手段“行之既久，犯者犹众”。